# Kloka Anna i Vallåkra

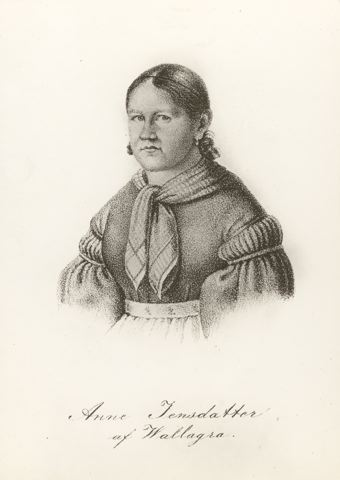
Litografi av Anna Jönsdotter, utförd av en okänd dansk präst.

Anna Jönsdotter (gift Lundberg), kallad Kloka Anna i Vallåkra eller Vallåkraflickan, född 16 maj 1820 i Norra Vallåkra i Fjärestads socken, död 28 december 1896 i Landskrona, var en svensk naturläkare verksam på 1830-talet.
Anna Jönsdotter hade vid sjutton års ålder en dag under slåttern fallit omkull på fältet och förlorat medvetandet. Under sin medvetslöshet påstod hon senare att hon hade fått ta emot gudomliga visioner. Då hon vaknade upp sade hon sig ha fått förmågan att bota sjukdomar av Gud. Hon var sedan verksam som så kallad klok gumma, och tilldrog sig stort uppseende i samtiden. Vid ett tillfälle ställdes hon inför rätta åtalad för kvacksalveri. År 1837–1838 besökte hon Danmark, där hon anlitades för att demonstrera sin förmåga. Vid ett tillfälle uppträdde hon vid det kungliga danska hovet. Anna Jönsdotter slutade praktisera läkekonst efter sitt giftermål, med förklaringen att förmågan hade försvunnit vid hennes sexuella debut.